# Bataille de la Wyoming Valley
Guerre d'indépendance des États-Unis
Batailles
Théatre nord de la guerre d'indépendance après 1777 :
- Cobleskill (en)
- Wyoming Valley
- Big Runaway
- German Flatts (en)
- Unadilla et Onaquaga (en)
- Raid de Carleton (en)
- Cherry Valley
- Minisink
- Expédition Sullivan
- Newtown
- Boyd et Parker (en)
- Raid de Royalton (en)
- Klock's Field (en)
- Johnstown (en)

La bataille de la Wyoming Valley est une bataille de la guerre d'indépendance des États-Unis qui eut lieu le 3 juillet 1778 dans la Wyoming Valley de Pennsylvanie entre des Patriots américains et des loyalistes accompagnés de guerriers Iroquois. Plus de trois cents insurgents furent tués dans la bataille.

## Contexte
En 1777, le général britannique John Burgoyne lance la campagne de Saratoga pour reprendre le contrôle de la vallée de l'Hudson mais doit rendre les armes en octobre au terme des batailles de Saratoga. L'annonce de cette victoire incite la France à entrer dans le conflit aux côtés des insurgents. Pour l'État-major britannique, il est clair que les Français vont s'efforcer de reconquérir, en tout ou partie, le Québec, abandonné à leurs ennemis au terme de la guerre de Sept Ans : aussi fait-il mettre le Haut-Canada en état d'alerte. Les Britanniques recrutent les colons loyalistes et plusieurs tribus indigènes comme frontaliers des Treize colonies. John Butler (en), commissaire aux affaires indiennes, reçoit l'autorisation de former un régiment de frontaliers, appelé par la suite les Butler's Rangers (en). Les deux chefs Sayenqueraghta et Cornplanter exhortent les guerriers des tribus sénéca et cayuga à harceler les colons de la frontière. Simultanément, le chef mohawk Joseph Brant soulève sa tribu et une poignée de colons loyalistes contre les insurgents. Ainsi, dès le mois d'avril 1778, des Sénécas s'en prennent aux fermiers le long de l'Allegheny et de l'ouest de la vallée de la Susquehanna. Fin mai, Joseph Brant pille Cobleskill.
Au début du mois de juin, Butler, Sayenqueraghta et Brant font leur jonction à Tioga Point, à la confluence de la Chemung et de la Susquehanna septentrionale. Butler et les Sénécas envisageant une attaque en règle contre les colonies de la vallée de Wyoming, on convient que Brant repartira vers Onaquaga pour préparer un assaut simultané contre les colonies de la province de New York,.

## Bataille
Le major Butler avec 110 de ses rangers et 464 guerriers autochtones partent de Tioga Point le 27 juin et arrivent en amont de la Wyoming Valley trois jours plus tard. La plupart des guerriers autochtones sont des Sénécas et des Cayugas menés par Sayenqueraghta, Cornplanter et Fish Carrier (en), mais des contingents de Lenapes, d'Onondagas et de Tuscaroras sont aussi présents. Les Américains sont alertés de leur approche lorsque 12 colons travaillant dans un champ et une tannerie voisine sont attaqués.
Les habitants fuient vers les forts disséminés dans la Wyoming Valley, notamment Forty Fort (en), Fort Wyoming (Wilkes-Barre) et Fort Pittston. Pendant ce temps, la milice patriote se rassemble à Forty Fort sous le commandement du lieutenant-colonel Zebulon Butler, un officier de l'armée continentale qui se trouve alors en permission.
Le 1er juillet, Fort Wintermoot à l'extrémité nord de la vallée se rend sans qu'un coup de feu ne soit tiré. Le lendemain matin, le fort Jenkins, plus petit, se rend également. Les termes de la reddition des deux forts assurent qu'il ne sera pas fait de mal aux habitants.
Les demandes de reddition de Forty Fort sont quant à elles rejetées. Le lieutenant-colonel Butler et ses officiers supérieurs, le colonel Nathan Denison et le lieutenant-colonel George Dorrance, préconisent de rester dans le fort mais leurs subordonnés, dirigés par Lazarus Stewart, sont massivement en faveur de partir à la rencontre de l'ennemi. Butler cède et au milieu de l'après-midi du 3 juillet, une force d'environ 375 hommes, organisée en cinq compagnies de milice et une compagnie de réguliers, sort du fort.
Chaque mouvement des Américains est observé par des éclaireurs autochtones. Le major Butler ordonne de brûler le fort Wintermoot afin de faire croire aux Américains qu'ils se retirent. Butler positionne ses forces dans un « beau bois ouvert » avec les rangers à gauche et ses alliés autochtones à droite. Il ordonne à ses hommes de se coucher par terre et d'attendre l'ordre de tirer.
Les Américains se déploient en ligne de bataille à l'approche du fort Wintermoot. Après avoir tiré trois volées sans réponse, ils s'avancent à moins de 100 mètres de la position du major Butler, ignorant qu'ils ont été flanqués par les Sénécas et les Cayugas. À la suite d'une volée dévastatrice des rangers et de leurs alliés autochtones, les Sénécas et les Cayugas quittent leur couverture et attaquent les Américains avec des casse-têtes, des tomahawks ou des lances.
La bataille dure environ 30 minutes. Les miliciens inexpérimentés paniquent et s'enfuient, transformant une tentative de reformation de la ligne américaine en une déroute effrénée, dont seules 60 personnes environ réchappent, parmi lesquelles le lieutenant-colonel Butler et le colonel Denison. Beaucoup de ceux qui sont rattrapés par les Sénécas et les Cayugas sont tués et scalpés immédiatement, cependant, certains sont faits prisonniers avant d'être plus tard torturés et exécutés.
Dans son rapport au commandant de Fort Niagara, le major Butler a déclaré que ses alliés autochtones avaient pris 227 scalps et fait cinq prisonniers, tandis que le colonel Denison l'a informé que 302 avaient été tués,.